# 日本製衡所
株式会社日本製衡所（にほんせいこうじょ、英: NIKKO SCALES Japan Corporation）は、埼玉県児玉郡美里町に本社を置く、台貫・台はかり・ホッパースケール・産業用はかり などの計量器を製造・販売するメーカーである。

## 製品
- 計量器
  - 台貫
  - セパレートスケール
  - 台はかり
  - ホッパースケール
  - ポータブルロードメーター

## 主要事業所
- 本社・工場 - 埼玉県児玉郡美里町小茂田560番地1
- 関東本部 - 埼玉県さいたま市大宮区三橋3-248-1
- 中部営業所 - 愛知県名古屋市西区市場木町439 2F
- 関西営業所 - 大阪府吹田市南高浜町8-21
- R&Dセンター - 埼玉県さいたま市大宮区三橋3-248-1

## 沿革
- 1949年 - 埼玉県大宮市（現さいたま市）に資本金50万円にて有限会社三衡社を設立、大型工業用特殊計量器の製作及び修理業務を始める
- 1971年 - 資本金を520万円に増資し、株式会社日本製衡所と社名を変更し埼玉県児玉郡美里町阿那志470番地に本社工場を移転
- 1961年 - 児玉郡美里町小茂田560-1番地に本社工場を新設
- 1962年 - さいたま市（旧大宮市）三橋1-125番地に大宮営業所を開設
- 1991年 - 本社工場の敷地を拡張し、第二工場を新設
- 1994年 - 業界初となるタイヤ洗浄機能付き台貫を開発、資本金を1,000万円に増資
- 1995年 - 30kgから2000kg以下の非自動式はかり型式承認認可（M級）
- 1996年 - 代表取締役に岩淵 孝男が就任、業界初となる超薄型トラックスケールを開発
- 1997年 - 業界初となる低床式スケールを開発
- 2000年 - 佐藤セイコウ株式会社の事業を承継する
- 2003年 - ISO_9001（2000年度版）認証、さいたま市大宮区三橋3-248-1に大宮営業所を移転、建設業許可を取得
- 2005年 - 業界初となる携行型廃棄物計量管理システムを開発
- 2006年 - 業界初となる簡易型台貫を開発
- 2008年 - 本社工場の敷地を拡張し第3工場を新設、埼玉県指定の｢彩の国工場｣に認定
- 2010年 - ISO_9001（2008年度版）認証
- 2012年 - 本社工場敷地内に第4工場を新設
- 2013年 - 指定製造事業者の認定
- 2017年 - 大阪府吹田市南高浜町8-21に関西営業所を開設
- 2018年 - 英語社名を NIHON SEIKOJYO CO., LTD. から NIKKO SCALES Japan Corporation に変更
- 2019年 - 取締役会長に岩淵 孝男、代表取締役に岩淵 智宏が就任
- 2022年 - JCSS認定事業者登録、埼玉県児玉郡美里町143に本社事務所を開設
- 2023年 - 愛知県名古屋市西区市場木町439に中部営業所を開設